# The Vow (2012)
The Vow is een Amerikaanse romantische film uit 2012 met in de hoofdrollen Channing Tatum en Rachel McAdams. Deze film is geregisseerd door Michael Sucsy.

## Verhaal
Paige en Leo zijn een gelukkig, pasgetrouwd stel totdat hun levens veranderen door een auto-ongeluk waarbij Paige in een coma raakt.
Wanneer ze bijkomt met geheugenverlies, weet ze niet meer wie Leo is en krijgt ze een verwarrende relatie met haar ouders en ex-verloofde, voor wie ze misschien nog gevoelens heeft. Ondanks deze gebeurtenissen zet Leo alles op alles om haar hart weer te veroveren en hun huwelijk te redden.
Deze film is gebaseerd op het waargebeurde verhaal van Kim en Krickitt Carpenter.

## Rolverdeling
| Acteur             | Personage     |
| ------------------ | ------------- |
| Rachel McAdams     | Paige         |
| Channing Tatum     | Leo           |
| Scott Speedman     | Jeremy        |
| Kristina Pesic     | Lizbet        |
| Britt Irvin        | Lena          |
| Rachel Skarsten    | Rose          |
| Dillon Casey       | Alex          |
| Jessica McNamee    | Gwen          |
| Jeananne Goossen   | Sonia         |
| Kim Roberts        | Barbara       |
| Joe Cobden         | Jim           |
| Lindsay Ames       | Shana         |
| Dharini Woollcombe | Lisa          |
| Sam Neill          | Bill Thornton |
| Jessica Lange      | Rita Thornton |
| Tatiana Maslany    | Lily          |
| Lucas Bryant       | Kyle          |